# ایستگاه راه‌آهن زاهدان
ایستگاه راه‌آهن زاهدان یک ایستگاه راه‌آهن در شهر زاهدان، ایران است.
در سال‌های ۱۲۹۷ و ۱۲۹۸ خط راه‌آهن میرجاوه-زاهدان که ادامه راه‌آهن هند بود احداث شد و در همان زمان ایستگاه راه‌‌آهن زاهدان تأسیس شد در تاریخ ۱۷ خرداد ۱۳۸۸ خط راه‌آهن کرمان-زاهدان نیز افتتاح شد و این ایستگاه به راه‌آهن کرمان-تهران متصل شد. همچنین ساخت راه‌آهن از زاهدان به شهر چابهار در حال اجرا است.

## خطوط متصل به ایستگاه
- خط راه‌آهن قم-زاهدان
- خط راه‌آهن زاهدان-کویته
- خط راه‌آهن زاهدان-چابهار